# Thomas Langballe
Thomas Langballe (Thisted, 4 januari 1762 – Bethlehem, Pennsylvania, 13 februari 1826) was een Deens zendeling van de Evangelische Broedergemeente. In Suriname stond hij aan het hoofd van de Evangelische Broedergemeente Suriname.

## Leven
Thomas Langballe was een zoon van een kapelaan. Zijn beide ouders overleden binnen enkele weken in 1773, toen hij elf jaar oud was. Hij werd vervolgens opgenomen in een gezin van een oom die tevens predikant was, in Øsløs Sogn, ongeveer twintig kilometer ten oosten van Thisted. Daar groeide hij op met twee neven. In hetzelfde jaar vestigde de Herrnhuter Broedergemeente zich in Christiansfeld in Denemarken, van waaruit zij haar geloof verder verspreidde. Zijn oom stond sympathiek tegenover de Broedergemeente, wat ook invloed had op Thomas.
In 1775, op veertienjarige leeftijd, reisde Langballe naar Christiansfeld om zich bij de Broedergemeente aan te sluiten. Hij werkte aanvankelijk in een linnenweverij, maar werd vervolgens opgeleid tot horlogemaker. Na drie jaar werd hij gezel en vertrok hij in 1783 naar Gnadenfeld in Opper-Silezië (nu Pawłowiczki in Polen). Daar werkte hij als horlogemaker en als huisorganist. Hij leidde ook nieuwe horlogemakers op en leerde in die tijd Duits en Engels.
In 1787 werd hij uitgezonden naar Suriname. Hij bereikte het land pas na een lange reis op 5 juli 1788. Hij werkte er als missionaris, hoewel hij liever horlogemaker was gebleven. Waarschijnlijk reisde hij rond 1797 voor het eerst naar de Verenigde Staten.
Zijn eerste vrouw overleed in 1802 aan een epidemie, twee jaar na hun huwelijk, en zijn tweede vrouw en dochter in 1806, een jaar na hun huwelijk. In 1807 trouwde hij voor de derde keer. Met haar keerde hij terug naar Suriname. In 1810 werd hij benoemd tot hoofd van de EBGS. In deze functie reisde hij veel, onder meer in september 1811 naar verlaten missiepost Hope aan de Corantijnrivier om deze opnieuw op te bouwen.
Na het overlijden van zijn derde vrouw in 1818 verslechterde ook zijn gezondheid. Hij leed onder meer aan staar. In 1819 vertrok hij opnieuw naar de Verenigde Staten en vestigde zich in de nederzetting van de broedergemeente in Bethlehem in Pennsylvania. Van 1821 tot 1824 woonde hij in Lititz, waar hij als helper van de plaatselijke gemeenschap werkte. Daarna keerde hij terug naar Bethlehem. In maart 1822 trouwde hij voor de vierde keer. Hij overleed op 13 februari 1826 op 64-jarige leeftijd. Zijn weduwe hertrouwde later met de missionaris J.C. Ebbeke.
Het leven van Thomas Langballe is vooral bekend door zijn autobiografische levensbeschrijving, opgesteld binnen de Herrnhuter Broedergemeente. Deze levensbeschrijving is opgesteld in het Zweeds, wat erop wijst dat het om een latere vertaling gaat.